# Maurice FitzGerald
Maurice FitzGerald († 1. September 1176 in Wexford) war ein cambro-normannischer Adliger und einer der Anführer der ersten anglonormannischen Eroberung Irlands.

## Leben
Er war ein Sohn von Gerald of Windsor, dem Constable von Pembroke, und der walisischen Fürstentochter Nest ferch Rhys. Sein Bruder David wurde Bischof von St Davids, durch seine Mutter hatte er zahlreiche Halbbrüder, unter anderem Robert FitzHenry, Henry FitzHenry und Robert FitzStephen.
1136 war er einer der Anführer in der Schlacht von Crug Mawr, deren Ausgang zum Verlust der anglonormannischen Herrschaft über Ceredigion führte. 1146 war er Lord von Emlyn und Constable von Llansteffan Castle. Als die Burg 1146 von den Walisern unter Cadell ap Gruffydd und Hywel ab Owain erobert wurde, unternahm er einen vergeblichen Rückeroberungsversuch. 
1167 suchte Diarmuid Mac Murchadha Caomhánach, der König von Leinster, der vom damaligen Hochkönig von Connacht, Ruaidhrí Ua Conchobair und seinem Verbündeten Tigernán Ua Ruairc im August 1166 aus seinem Reich ins Exil getrieben wurde, Unterstützung beim englischen König Heinrich II. Heinrich II. gab Diarmuid jedoch keine konkreten Zusagen, so dass dieser nach Wales ging, wo er Maurice FitzGerald für sein Anliegen gewann. Maurice sollte ihn mit einer Streitmacht bei der Rückeroberung von Leinster unterstützen, als Gegenleistung bot Diarmuid die Herrschaft über Wexford an. Maurice vereinbarte mit Rhys ap Gruffydd, dem walisischen Fürsten von Deheubarth, dass sein Halbbruder Robert FitzStephen aus dessen Gefangenschaft entlassen wird, wenn er an einem Feldzug nach Irland teilnähme. Im Mai 1169 verließ Maurice zusammen mit Robert FitzStephen sowie mit seinen Neffen Meiler FitzHenry und Miles of St Davids und einer Armee von fast 400 Mann Milford und landete in der Bannow Bay an der Südküste von Wexford. Damit war ihre Streitmacht die erste anglonormannische Armee, die in Irland landete. Am folgenden Tag erhielten sie Unterstützung durch Maurice Prendergast, der mit über 300 Mann ebenfalls in der Bucht landete. Zusammen mit Diarmuids irischen Kriegern konnten sie Wexford erobern. In einem anschließenden Feldzug marschierten sie nach Osraige, wo sie Ruaidri Ua Conchobair mit seiner Armee angriff. Die Anglonormannen konnten den Angriff abwehren und handelten schließlich einen Vertrag aus, nach dem Diarmuid Ruaidri als Hochkönig anerkannte und Diarmudi Herrscher von Leinster blieb, während die Anglonormannen Wexford behielten. Anschließend führte Maurice einen ersten Streifzug Richtung Dublin. 
Am 23. August 1170 landete Richard Strongbow mit einer weiteren anglonormannischen Streitmacht in Irland. Maurice stieß mit seiner Truppe zu ihm und unterstützte ihn bei der Eroberung von Waterford, das bereits am 25. August erobert wurde. Anschließend gelang es Strongbow, am 21. September Dublin zu erobern. Nachdem Diarmuid im Frühjahr 1171 gestorben war, versuchte Strongbow, der inzwischen Diarmuids Schwiegersohn geworden war, seine Nachfolge anzutreten. Dies führte jedoch zu einer Rebellion der Iren, in deren Folge die Anglonormannen in Dublin von einem Neffen Diarmuids und Ruaidri belagert wurden. Maurice gehörte mit seinem Neffen Raymond FitzGerald zu den Verteidigern, die nach zweimonatiger Belagerung schließlich einen Ausfall aus der Stadt unternahmen und die Iren in die Flucht schlugen.
Im Oktober 1171 landete Heinrich II. in Irland. Er bestimmte Wexford zum königlichen Besitz und überging damit die Ansprüche FitzGeralds, übergab ihm aber die Verwaltung des Cantred Uí Fáeláin sowie Naas. Als Tigernán Ua Ruairc, der König von Brefni 1172 während der Verhandlungen mit dem königlichen Stellvertreter Hugh de Lacy auf dem Hügel von Tlachtga in Meath getötet wurde, war er anwesend. FitzGerald kehrte nach Wales zurück, doch Strongbow bat ihn 1173 nach Irland zurück. Maurice musste die Verwaltung von Uí Fáeláin an Strongbow übergeben, erhielt aber von Strongbow ein Lehen in Wicklow zwischen Bray und Arklow. Zur Sicherung seines Besitzes erbaute er The Black Castle bei Wicklow.

## Familie und Nachkommen
Er war mit Alice, einer Tochter von Arnulf de Montgomery verheiratet. Sie hatten folgende Kinder:
- Nest ⚭ Hervey de Montmorency
- William († 1199) ⚭ Alina de Clare, eine Tochter von Strongbow
- Gerald († 1204) ⚭ Eva of Bermingham
- Thomas fitz Maurice FitzGerald

Maurice Erbe wurde sein Sohn William. Die Frau seines Sohnes Gerald wurde Erbin der Herrschaft Offaly, ihre Nachkommen wurden 1316 zum Earl of Kildare erhoben. Thomas fitz Maurice FitzGerald wurde zum Stammvater der Earls of Desmond.